# Luis Cano (futbolista)
Luis Ángel Cano Quintana (Vinces, Ecuador; 5 de septiembre de 1999) es un futbolista ecuatoriano. Juega de centrocampista y su equipo actual es Sociedad Deportiva Aucas de la Serie A de Ecuador.

## Trayectoria

### Ciudadelas del Norte
Se inició como futbolista en 2013 cuando tenía 13 años en el club Ciudadelas del Norte, logrando debutar en la categoría sub-17.
En la temporada 2016, disputó la Segunda Categoría de Ecuador, después paso a la Fiorentina.

### Santa Rita
En el 2017 es cedido desde la Fiorentina al Santa Rita, donde actuó en 43 oportunidades y anotó en cuatro ocasiones.
En el 2018 tuvo una etapa aceptable llegando a tener un total 30 actuaciones y una anotación de dos goles.

### Independiente del Valle
Para el 2019 es fichado por el Independiente del Valle de la Serie A de Ecuador. Su única aparición en la máxima categoría del fútbol ecuatoriano fue en un encuentro ante Deportivo Cuenca el cual perdieron como visitante por un marcador de 3 a 2, por lo que posteriormente fue removido a las reservas donde jugó dos partidos y logró marcar dos goles.

### Independiente Juniors
En marzo del mismo año pasa a su filial, el Independiente Juniors para disputar la Serie B de Ecuador, jugó su primer encuentro ante Gualaceo, logrando anotar su primer gol con el que ganarón 1 a 0. El 29 de septiembre le anotó a Clan Juvenil en la victoria de su equipo por 2 a 0, mientras tanto anotó su tercer gol el 20 de octubre ante Liga de Loja dónde perdieron 2 a 1, finalmente anotaría su cuarto y último gol para los mini-negriazules ante Delfín en un partido válido por los cuartos de final de la Copa Ecuador 2018-19, el cual perdieron como locales por 2 a 3, siendo elimado de dicho torneo.

### Guayaquil City
En el 2020 es contratado por el Guayaquil City. Tuvo su primera aparición con el cuadro ciudadano el 16 de febrero por la primera jornada del Campeonato Ecuatoriano Serie A 2020 ante el Olmedo cuando ganaron como locales por 4 a 1. Después volvió a aparecer en segunda fecha el 23 de febrero cuando ganaron como visitante 2 a 1 al Emelec, en la tercera fecha tuvo una aparición ante el Orense donde perdieron como visitante por 1 a 0.

## Selección nacional
En diciembre de 2018 fue convocado a la selección de fútbol sub-20 de Ecuador para el desarrollo de microciclos con mira al Sudamericano Sub-20 de 2019 que se disputó en Chile, pero finalmente no sería incluido en la lista que disputaría el mencionado torneo.

## Estadísticas

### Clubes
Actualizado al último partido disputado el 16 de agosto de 2025.
| Club                            | Temporada     | Liga  | Liga  | Copas nacionales | Copas nacionales | Copas internacionales | Copas internacionales | Total | Total |
| Club                            | Temporada     | Part. | Goles | Part.            | Goles            | Part.                 | Goles                 | Part. | Goles |
| ------------------------------- | ------------- | ----- | ----- | ---------------- | ---------------- | --------------------- | --------------------- | ----- | ----- |
| Ciudadelas del Norte · Ecuador  | 2016          | 15    | 13    | -                | -                | -                     | -                     | 15    | 13    |
| Ciudadelas del Norte · Ecuador  | Total club    | 15    | 13    | -                | -                | -                     | -                     | 15    | 13    |
| Santa Rita · Ecuador            | 2017          | 43    | 4     | -                | -                | -                     | -                     | 43    | 4     |
| Santa Rita · Ecuador            | 2018          | 30    | 2     | -                | -                | -                     | -                     | 30    | 2     |
| Santa Rita · Ecuador            | Total club    | 73    | 6     | -                | -                | -                     | -                     | 73    | 6     |
| Independiente Juniors · Ecuador | 2019          | 31    | 3     | 5                | 2                | -                     | -                     | 36    | 5     |
| Independiente Juniors · Ecuador | Total club    | 31    | 3     | 5                | 2                | -                     | -                     | 36    | 5     |
| Guayaquil City · Ecuador        | 2020          | 25    | 5     | 0                | 0                | 0                     | 0                     | 25    | 5     |
| Guayaquil City · Ecuador        | Total club    | 25    | 5     | 0                | 0                | 0                     | 0                     | 25    | 5     |
| Aucas · Ecuador                 | 2021          | 18    | 2     | 0                | 0                | 4                     | 2                     | 22    | 4     |
| Aucas · Ecuador                 | 2022          | 26    | 5     | 2                | 0                | -                     | -                     | 28    | 5     |
| Aucas · Ecuador                 | 2023          | 24    | 4     | 0                | 0                | 5                     | 0                     | 29    | 4     |
| Aucas · Ecuador                 | 2024          | 25    | 7     | 2                | 1                | 2                     | 0                     | 29    | 8     |
| Aucas · Ecuador                 | 2025          | 15    | 4     | 0                | 0                | 0                     | 0                     | 15    | 4     |
| Aucas · Ecuador                 | Total club    | 108   | 22    | 4                | 1                | 11                    | 2                     | 123   | 25    |
| Total carrera                   | Total carrera | 252   | 49    | 9                | 3                | 11                    | 2                     | 272   | 54    |
| 1. 2.                           |               |       |       |                  |                  |                       |                       |       |       |

## Palmarés

### Campeonatos nacionales
| Título             | Club  | Año  |
| ------------------ | ----- | ---- |
| Serie A de Ecuador | Aucas | 2022 |